# 中山大学珠海校区
中山大學珠海校区（简称中珠），位于中华人民共和国广东省珠海市唐家湾镇，是中山大学的组成校区（园）之一。中山大学珠海校区并非分校或独立校区，根据中山大学对其“三校区五校园”的“统筹规划、错位发展、各具特色”的发展战略，珠海校区主要发展中山大学的“深空、深海、深地、核科学”等学科群。
中山大学珠海校区于2000年9月9日正式启用，其前身為珠海市人民政府筹建的市属“珠海大學”的校园，后由于珠海大学筹建方案未获得教育部批准，珠海市人民政府将已经部分完工的珠海大学校园无偿赠予中山大学，并與中山大學合辦本校區。中山大学珠海校区落成后，成为珠海市最早成立的大学教育园区，亦为珠海市首个高等教育机构。

## 入驻单位

### 院系

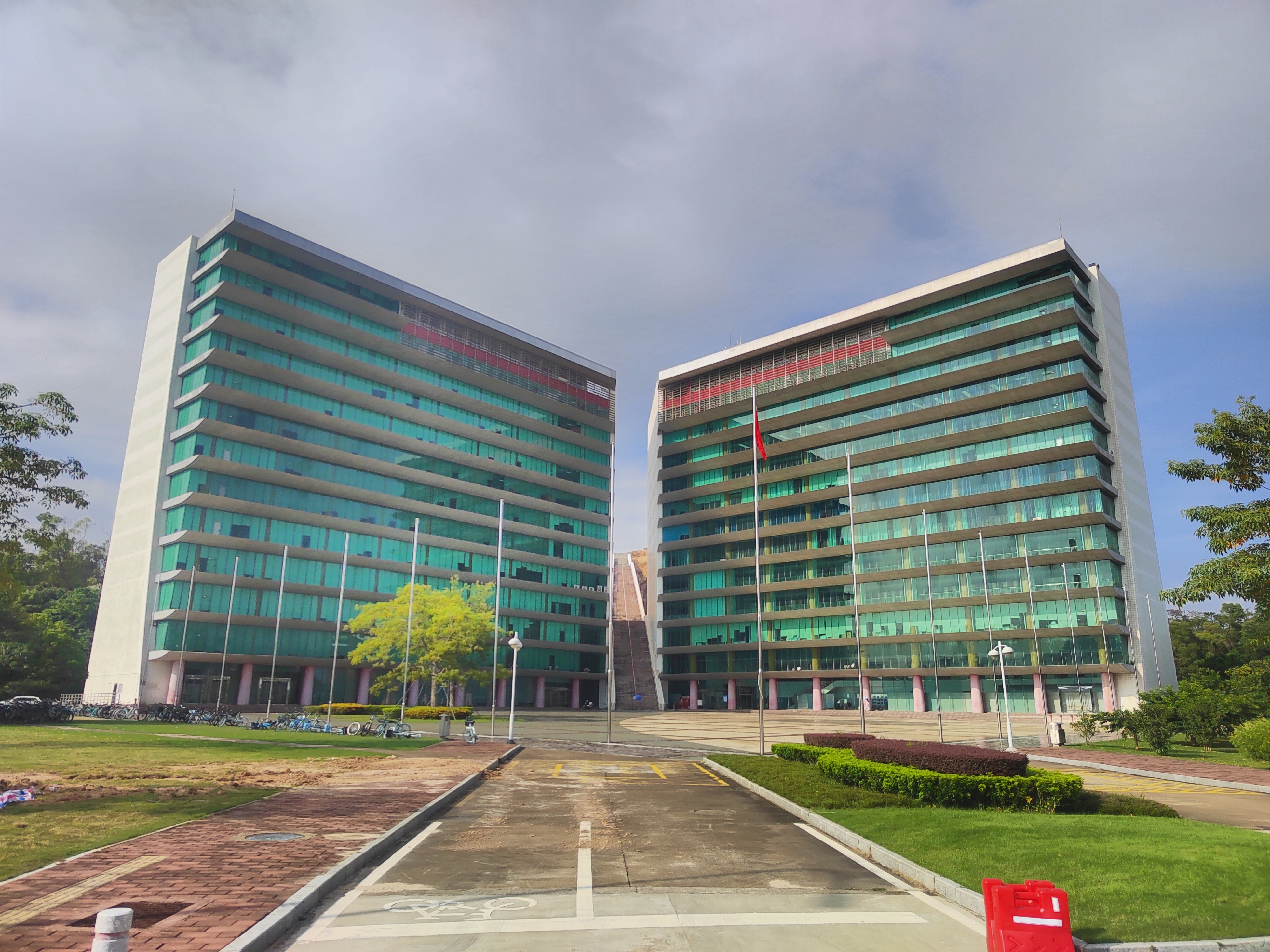
珠海校区图书馆

- 中国语言文学系（珠海）
- 历史学系（珠海）
- 哲学系（珠海）
- 国际金融学院
- 国际翻译学院
- 国际关系学院
- 旅游学院
- 数学学院（珠海）
- 物理与天文学院
- 大气科学学院
- 海洋科学学院
- 地球科学与工程学院
- 化学工程与技术学院
- 海洋工程与技术学院
- 中法核工程与技术学院
- 土木工程学院
- 微电子科学与技术学院
- 测绘科学与技术学院
- 软件工程学院
- 人工智能学院

### 机构
- 珠海校区图书馆
- 国家航天局引力波研究中心[6]

## 交通

### 校区间交通
中山大学珠海校区内设有“岐关车站”，每天有多班往返于该校区和广州校区南校园、广州校区东校园之间的固定班次校车。虽然校车主要服务中大校内人员，但是校外人员也可以购票乘车。

### 公共交通
中山大学珠海校区旁有3个珠海公交车站：
- 中山大学东站：3路、3A路、10路、10A路、66路、68路、69路、85路、B20路、K1路、K3路
- 中大南门站：7路、66路、85路
- 白埔路口站：Z75路

## 附属机构
- 中山大学附属第五医院
- 珠海中山大学附属中学
- 珠海中山大学附属小学